# NavE
NavE（ナベ、1990年1月26日 - ）は、日本の男性総合格闘家。三重県名張市出身。N★TRUST所属。元GLADIATORフライ級王者。

## 来歴
2012年7月15日、総合格闘技デビュー戦となったGLADIATOR 38にて森山秀峰と対戦し、1Rに腕ひしぎ十字固めによる一本勝ちを収めた。
2012年10月7日、DEMOLITION初出場となったDEMOLITION オープニングファイトにて土井勝幹と対戦し、判定0-0の引き分けとなった。
2013年4月6日、ROFC初出場となったROFC 14～歴史を刻めFUJIWARAメモリアル～のROFCバンタム級第2代王座決定戦にて竹縄"狂犬"元博と対戦し、0-2の判定負けを喫し王座獲得に失敗した。
2013年9月29日、HEAT初出場となったHEAT 28にて祖根寿麻と対戦し、1Rにチョークスリーパーによる一本負けを喫した。
2014年3月23日、GLADIATOR 67-創道塾 武士道のGLADIATORフライ級タイトル次期挑戦者決定戦にて横溝和也と対戦し、1Rに腕ひしぎ十字固めよる1本勝ちを収めた。
2014年7月20日、パンクラス初出場となったPANCRASE 大阪大会にて獅庵と対戦し、0-3の判定負けを喫した。
2016年3月13日、PANCRASE 276で行われた第22回ネオブラッド・トーナメントフライ級1回戦にて小林優と対戦し、3-0の判定勝ちを収めた。
2016年6月12日、PANCRASE 278で行われた第22回ネオブラッド・トーナメントフライ級準決勝にて若松佑弥と対戦し、3RにグラウンドパンチでTKO負けを喫した。
2017年8月13日、GLADIATOR 004 in WAKAYAMAにて加マーク納とGLADIATORフライ級王座決定戦を行い、0-3の判定負けを喫し王座獲得に失敗した。
2018年2月23日、TFC初出場となったTFC 17にてキムキュソンと対戦し、2RTKO負けを喫した。
2018年6月3日、GLADIATOR × DEMOLITIONにて上嶋佑紀とGLADIATORフライ級次期挑戦者決定戦を行い、2Rにチョークスリーパーによる一本勝ちを収めた。
2018年9月2日、GLADIATOR × DEMOLITION Vol.2で行われたGLADIATORフライ級タイトルマッチにて王者加マーク納と再戦し、2-1の判定勝ちを収め王座獲得に成功した。
2019年12月22日、GRACHAN42 × GLADIATOR 011にて行われたGRANDフライ級王座決定戦で松場貴志と対戦し、0-3の判定負けを喫し王座獲得に失敗した。
2021年9月26日、GLADIATOR 015 in OSAKAのGLADIATORフライ級タイトルマッチにて挑戦者宮城友一と対戦し、3-0の判定勝ちを収め王座防衛に成功した。
2022年3月20日、RIZIN初出場となったRIZIN.34にて福田龍彌と対戦し、1Rに右フックによるKO負けを喫した。
2022年9月25日、GLADIATOR 019 in OSAKAで有川直毅と対戦し、3-0の判定勝ちを収めた。
2023年3月26日、GLADIATOR 021 in OSAKAのGLADIATORフライ級タイトルマッチにて挑戦者ニャムジャルガル・トウメンデムベレルと対戦し、1Rに左フックで秒殺の失神KO負けを喫し王座から陥落した。
2024年3月3日、GLADIATOR 025 in OSAKAでトウメンデムベレルの王座返上に伴うGLADIATORフライ級王座決定トーナメント準々決勝で藤沢彰博と対戦し、2Rにパンチ連打でTKO勝ちを収め再起に成功、準決勝に進出した。
2024年5月5日、GLADIATOR 026 in OSAKAのGLADIATORフライ級王座決定トーナメント決勝にてオトゴンバートル・ボルドバートルと対戦予定だったが、NavEが練習中に膝を負傷したため試合は7月にスライドされた。なお、本来は準決勝が行われる予定だったが、準決勝に進出した他の2名の選手が負傷もしくは他団体の試合を優先したため準決勝が中止となり、両陣営了承の上で決勝が繰り上げて行われることとなった。
2024年7月7日、GLADIATOR 027 in OSAKAのGLADIATORフライ級王座決定トーナメント決勝にてオトゴンバートル・ボルドバートルと仕切り直しで対戦予定。

## 戦績

### 総合格闘技
| 総合格闘技 戦績 | 総合格闘技 戦績 | 総合格闘技 戦績 | 総合格闘技 戦績 | 総合格闘技 戦績 | 総合格闘技 戦績 | 総合格闘技 戦績 |
| --------------- | --------------- | --------------- | --------------- | --------------- | --------------- | --------------- |
| 30 試合         | (T)KO           | 一本            | 判定            | その他          | 引き分け        | 無効試合        |
| 16 勝           | 2               | 7               | 7               | 0               | 2               | 0               |
| 12 敗           | 6               | 1               | 5               | 0               | 2               | 0               |

| 勝敗 | 対戦相手                             | 試合結果                        | 大会名                                                                    | 開催年月日     |
| ○    | 藤沢彰博                             | 2R 2:26 TKO（パンチ連打）       | GLADIATOR 025 in OSAKA 【GLADIATORフライ級王座決定トーナメント準々決勝】  | 2024年3月3日   |
| ×    | ニャムジャルガル・トウメンデムベレル | 1R 0:07 KO（左フック）          | GLADIATOR 021 in OSAKA 【GLADIATORフライ級タイトルマッチ】                | 2023年3月26日  |
| ○    | 有川直毅                             | 5分2R終了 判定3-0               | GLADIATOR 019 in OSAKA                                                    | 2022年9月25日  |
| ×    | 福田龍彌                             | 1R 0:54 KO（右フック）          | RIZIN.34                                                                  | 2022年3月20日  |
| ○    | 宮城友一                             | 5分3R終了 判定3-0               | GLADIATOR 015 in OSAKA 【GLADIATORフライ級タイトルマッチ】                | 2021年9月26日  |
| ○    | 藤田健吾                             | 5分2R終了 判定3-0               | GLADIATOR 013 in OSAKA                                                    | 2021年2月7日   |
| ×    | 松場貴志                             | 5分3R終了 判定0-3               | GRACHAN42 × GLADIATOR 011 【初代GRANDフライ級王座決定戦】                 | 2019年12月22日 |
| ○    | 中村龍之                             | 3R 4:29 リアネイキッドチョーク  | PANCRASE 307                                                              | 2019年7月21日  |
| △    | パク・スワン                         | 5分2R終了 判定0-1               | GLADIATOR 009 in OSAKA                                                    | 2019年4月14日  |
| ○    | 加マーク納                           | 5分3R終了 判定2-1               | GLADIATOR × DEMOLITION Vol.2 【GLADIATORフライ級タイトルマッチ】          | 2018年9月2日   |
| ○    | 上嶋佑紀                             | 2R 4:31 チョークスリーパー      | GLADIATOR × DEMOLITION 【GLADIATORフライ級 次期挑戦者決定戦】             | 2018年6月3日   |
| ×    | キム・キュソン                       | 2R 3:42 TKO                     | TFC 17                                                                    | 2018年2月23日  |
| ○    | イ・ミュンジュ                       | 2R 1:14 チョークスリーパー      | GLADIATOR 005 in OSAKA                                                    | 2018年1月21日  |
| ×    | 加マーク納                           | 5分3R終了 判定1-2               | GLADIATOR 004 in WAKAYAMA 【GLADIATORフライ級王座決定戦】                 | 2017年8月13日  |
| ○    | ヨム・ジャンウ                       | 1R 1:02 TKO                     | GLADIATOR 003 in WAKAYAMA                                                 | 2017年3月5日   |
| ○    | 鈴木崇豊                             | 1R 3:27 腕ひしぎ十字固め        | GLADIATOR 002 in OSAKA                                                    | 2016年11月23日 |
| ×    | 若松佑弥                             | 3R 1:35 TKO（グラウンドパンチ） | PANCRASE 278 【ネオブラッド・トーナメント フライ級 準決勝】               | 2016年6月12日  |
| ○    | 小林優                               | 3分3R終了 判定3-0               | PANCRASE 276 【ネオブラッド・トーナメント フライ級 1回戦】                | 2016年3月13日  |
| ○    | 草信考謙                             | 1R 1:40 腕ひしぎ十字固め        | PANCRASE 大阪大会                                                         | 2015年12月23日 |
| ○    | 平田丈二                             | 3分3R終了 判定3-0               | PANCRASE 大阪大会                                                         | 2015年7月26日  |
| ×    | 桑原悠                               | 3分3R終了 判定0-3               | PANCRASE 265                                                              | 2015年3月15日  |
| ○    | 石田源                               | 3分3R終了 判定2-1               | PANCRASE 大阪大会                                                         | 2014年12月21日 |
| ×    | 獅庵                                 | 3分3R終了 判定0-3               | PANCRASE 大阪大会                                                         | 2014年7月20日  |
| ○    | 横溝和也                             | 1R 3:27 腕ひしぎ十字固め        | GLADIATOR 67-創道塾 武士道 【GLADIATORフライ級タイトル次期挑戦者決定戦】  | 2014年3月23日  |
| ×    | 祖根寿麻                             | 1R 3:23 チョークスリーパー      | HEAT 28                                                                   | 2013年9月29日  |
| ×    | 竹縄"狂犬"元博                       | 5分3R終了 判定0-2               | ROFC 14～歴史を刻めFUJIWARAメモリアル～ 【ROFCバンタム級第2代王座決定戦】 | 2013年4月6日   |
| ×    | 児玉健作                             | 1R 0:59 TKO                     | GLADIATOR 50 武士道                                                       | 2013年2月17日  |
| △    | 土井勝幹                             | 3分2R終了 判定1-0               | DEMOLITION オープニングファイト                                           | 2012年10月7日  |
| ○    | 森山秀峰                             | 1R 1:46 腕ひしぎ十字固め        | GLADIATOR 38                                                              | 2012年7月15日  |

### グラップリング
| 勝敗 | 対戦相手 | 試合結果          | 大会名                 | 開催年月日    |
| ○    | 松本一郎 | 5分2R終了 判定6-3 | GLADIATOR 016 in OSAKA | 2022年1月23日 |

◯ 前田吉郎 5分2R 一本方 リアネイキッドチョーク 「GLADIATOR 023」2023年9月30日

## 獲得タイトル
- 第3代GLADIATORフライ級王座（2018年）